# 尹賢秀
尹賢秀（韓語：윤현수，1999年03月17日—），韓國男演員。2021年在電視劇《Racket少年團》首次亮相，並在2025年的《競選夥伴》中首次擔任主角。

## 影視作品

### 劇集
| 年份   | 播放平台 | 劇名             | 角色   | 備註   |
| 2021年 | SBS      | 《Racket少年團》 | 朴燦   | 配角   |
| 2022年 | tvN      | 《Kill Heel》    | 崔正賢 | 配角   |
| 2022年 | Seezn    | 《少年飛行》     | 孔潤宰 | 主演   |
| 2022年 | Seezn    | 《少年飛行2》    | 孔潤宰 | 主演   |
| 2022年 | Wavve    | 《戀愛的季節》   | 崔珍榮 | 主演   |
| 2023年 | MBC      | 《犬系戀人》     | 崔聿   | 主演   |
| 2024年 | MBC      | 《搜查班長1958》 | 徐護貞 | 主演   |
| 2025年 | TVING    | 《競選夥伴》     | 盧世勳 | 男主角 |

### 音樂錄影帶
| 日期   | 歌曲名稱 | 歌手                                             | 備註   |
| 2021年 | Kassy    | 《나 그댈위해 시 한편을 쓰겠어（Poem for you）》 | 宋詩安 |

## 粉絲見面會
| 日期          | 活動名稱                            | 城市     | 場所    |
| 2024年6月22日 | 尹賢秀首次粉絲見面會《Happy Smile》 | 韓國首爾 | H-STAGE |

## 獎項榮譽
| 年份   | 頒獎典禮         | 獎項                  | 作品         | 結果 |
| 2023年 | 2023 MBC演技大獎 | 男子新人獎            | 《犬系戀人》 | 提名 |
| 2024年 | 2024年度品牌大賞 | 電視劇部門 新人男演員 | 《犬系戀人》 | 獲獎 |

## 外部連結
- 官方网站
- 尹賢秀的Instagram帳戶
- 尹賢秀在NAVER上的资料
- 尹賢秀在Daum上的资料
- 尹賢秀在互联网电影资料库（IMDb）上的資料（英文）
- 尹賢秀在HanCinema的頁面（英文）